# Zebrabagolylepke
A zebrabagolylepke, röviden zebrabagoly (Acontia trabealis) a rovarok (Insecta) osztályának a lepkék (Lepidoptera) rendjéhez, ezen belül a bagolylepkefélék (Noctuidae) családjához tartozó faj. A fajt sok helyen korábbi nevén, Emmelia trabealisként említik.

## Elterjedése
Európa nagy részében, Észak-Afrikában, a Közel-Keleten és Oroszországban, Észak-Kínában és Japánban elterjedt, főként a száraz és meleg területeket kedveli.

## Megjelenése
A kifejlett lepke szárnyfesztávolsága 18-24 milliméter. Az első szárnyak sötétbarna színűek, sárga csíkokkal díszítettek. Petéje zöld, hosszúkás, kúp alakú. Hernyója karcsú és zöldesbarna, a feje aránylag kicsi és barna. A báb viszonylag kicsi, vörösesbarna vagy zöld.

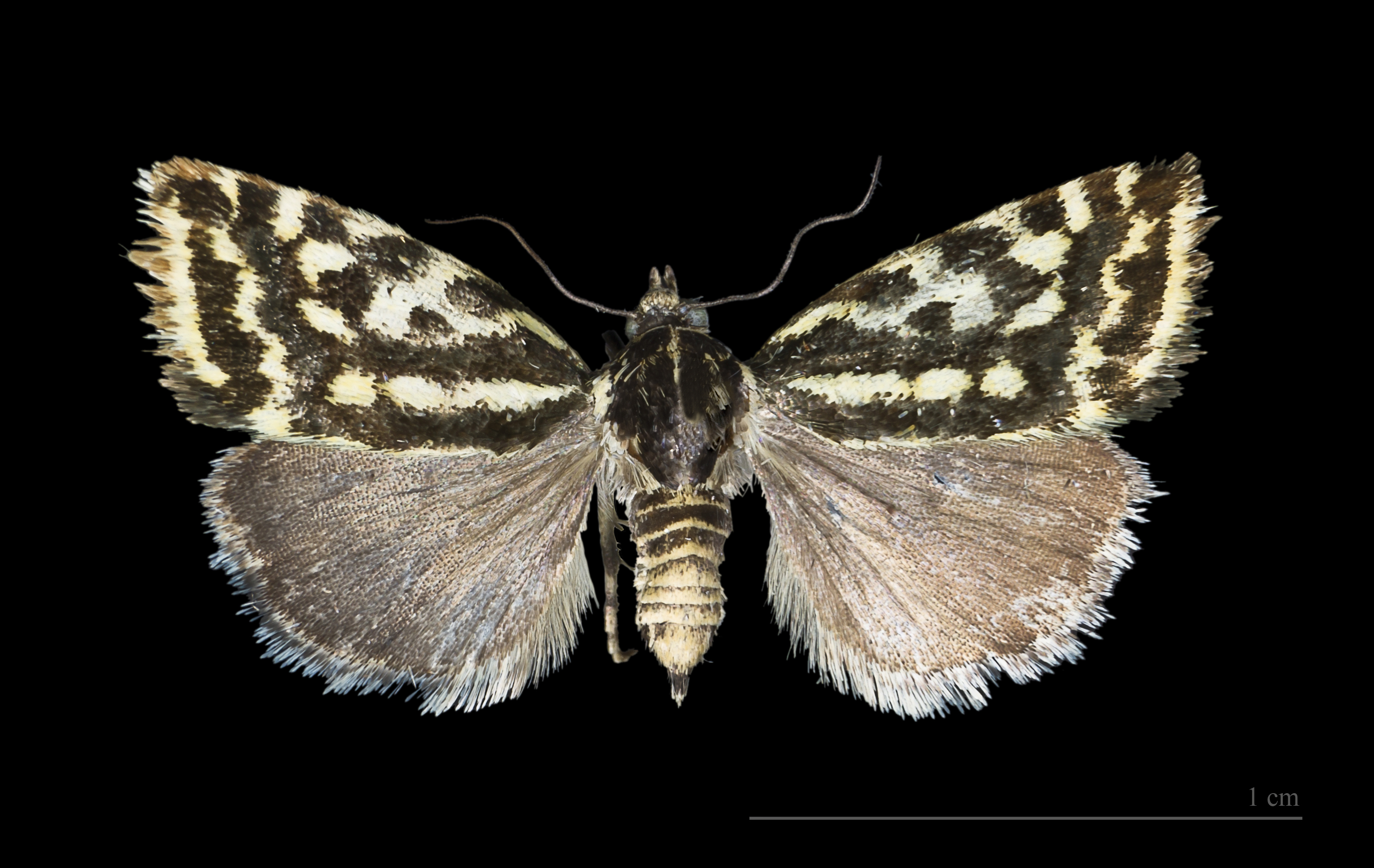
♂
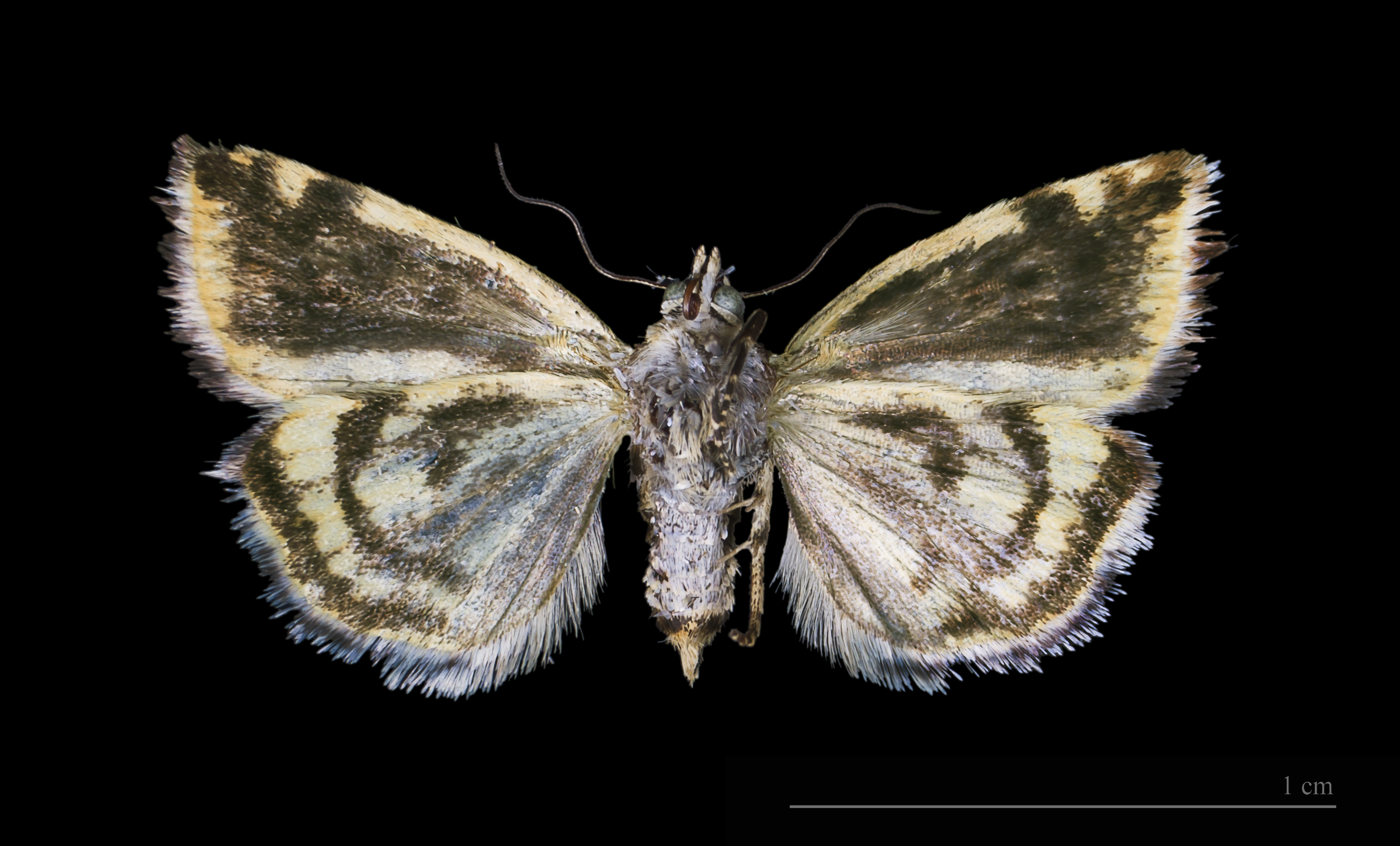
♂ △

## Életmódja
Évente két egymást átfedő nemzedéke fejlődik, az imágók májustól szeptemberig repülnek. A második generáció a hűvös években általában hiányos. A báb telel át. A hernyók tápnövénye szinte kizárólag az apró szulák (Convolvulus arvensis).

## Fordítás
- Ez a szócikk részben vagy egészben  az   Ackerwinden-Bunteulchen című német Wikipédia-szócikk fordításán alapul.  Az eredeti cikk szerkesztőit annak laptörténete sorolja fel. Ez a jelzés csupán a megfogalmazás eredetét és a szerzői jogokat jelzi, nem szolgál a cikkben szereplő információk forrásmegjelöléseként.